# Tamura (stad)
Tamura (Japans: 田村市, Tamura-shi) is een stad in de prefectuur Fukushima op het eiland Honshu, Japan. Deze stad heeft een oppervlakte van 458,30 km² en telt begin 2008 circa 42.000 inwoners.

## Geschiedenis
Tamura werd een stad (shi) op 1 maart 2005 na samenvoeging van de gemeentes Funehiki (船引町, Funeheki-machi), Ogoe (大越町, Ōgoe-machi), Takine (滝根町, Takine-machi) en Tokiwa (常葉町, Tokiwa-machi) plus het dorp Miyakoji (都路村, Miyakoji-mura).

## Verkeer
Tamura ligt aan de oostelijke Banetsu-lijn van de East Japan Railway Company. Tamura ligt aan de Banetsu-autosnelweg en aan de autowegen 288, 349 en 399.

## Bezienswaardigheden
- Abukuma-do (阿武隈洞 - Abukuma grotten): druipsteengrotten ontdekt in 1969 trekken meer dan 10 miljoen bezoekers per jaar.
- Hoshi no Mura ("Sterrendorp") sterrenwacht

## Stedenbanden
Tamura heeft een stedenband met
- Mansfield, Verenigde Staten

## Aangrenzende steden
- Koriyama
- Nihonmatsu
- Iwaki